# Biblioteca civica Michele Romano
La Biblioteca civica Michele Romano è una biblioteca della città di Isernia. Essa è situata nel complesso monumentale di Santa Maria delle Monache.

## Storia
Fondata nel 1874, fu riaperta negli attuali locali nel 1934 per interessamento del senatore Michele Romano, al quale è intitolata.

## Opere
La biblioteca custodisce libri antichi provenienti dalle disciolte congregazioni religiose o da donazioni, una collezione di stampe di varie epoche (tra Seicento ed Ottocento), pergamene dei secoli dal Cinquecento al Settecento provenienti dall'archivio notarile distrutto dai bombardamenti del 1943, e una raccolta di carte geografiche del contado di Molise, nonché la grande carta geo-topografica militare di età napoleonica stampata a Parigi da Bacler D'Albe.
Vi sono inoltre conservati dipinti come la Maddalena attribuita a Francesco Solimena, la Natività di scuola napoletana del Seicento, il  Giovanni Battista ed il Gregorio Magno di scuola fiorentina del Cinquecento.
La biblioteca custodisce i fogli in pergamena di un antifonario romano del XIV secolo, con canti gregoriani con notazione quadrata su tetragramma rosso e con lettere iniziali semplici in rosso e blu. Il Codex aeserniensis contiene le copie originali su pergamena dei privilegi concessi alla città di Isernia da vari sovrani del Regno di Napoli d'epoca angioina, aragonese o spagnola, dal 1363 al 1542.